# 爱学问的人
一個愛學者（希臘語：φίλοςμανθάνειν，英語：Philomath）或愛學問的人是一個學習和研究的愛好者，亦即好學。
所以愛學者亦常常被稱作"好學的人"。社會上也有許多愛學者，如愛因斯坦和愛迪生。 愛學者與博學者不同，前者是愛好學習和研究的人，通常更注重獲取知識的過程而不是知識本身；後者則是指擁有各學科豐富而詳盡知識， 而且表現超群的人。